# Bisbat de Menongue
El Bisbat de Menongue  (portuguès: Diocese de Menongue; llatí: Dioecesis Menonguensis) és una seu de l'Església Catòlica a Angola, sufragània de l'arquebisbat de Lubango. El 2013 tenia 480.000 batejats al voltant de 899.000 habitants. Actualment és dirigida pel bisbe Mário Lucunde.

## Territori
La diòcesi comprèn la província de Cuando Cubango i els municipis de Jamba i Ganguela a la província de Huíla a Angola. La seu episcopal és la ciutat de Menongue, on s'hi troba la catedral de la Nossa Senhora de Fátima. Està subdividida en 13 parròquies.

## Història
La diòcesi de Serpa Pinto fou erigida el 10 d'agost de 1975 amb la butlla Qui pro supremi de Pau VI, aplegant el territori de les antigues diòcesis de Nova Lisboa (avui arquebisbat de Huambo) i de Sá da Bandeira (avui arquebisbat de Lubango). Originàriament era sufragània de l'arquebisbat de Luanda.
El 3 febrer de 1977 entrà a formar part de la província eclesiàstica de l'arxidiòcesi de Lubango.
El 16 de maig de 1979 ha assumit el nom actual.

## Cronologia de bisbes
- Francisco Viti (10 agost 1975 - 12 setembre 1986 nomenat arquebisbe de Huambo)
- José de Queirós Alves, C.SS.R. (12 setembre 1986 - 3 maig 2004 nomenat arquebisbe de Huambo)
- Mário Lucunde, des del 3 d'agost de 2005

## Estadístiques
A finals del 2013, la diòcesi tenia 480.000 batejats sobre una població de 899.000 persones, equivalent al 53,4% del total.
| any  | població | població | població | sacerdots | sacerdots       | sacerdots       | sacerdots             | diaques | religiosos | religiosos | parroquies |
| ---- | -------- | -------- | -------- | --------- | --------------- | --------------- | --------------------- | ------- | ---------- | ---------- | ---------- |
| any  | batejats | total    | %        | total     | clergat secular | clergat regular | batejats por sacerdot | diaques | homes      | dones      |            |
| 1980 | 87.387   | 180.787  | 48,3     | 6         | 4               | 2               | 14.564                |         | 2          | 9          | 9          |
| 1990 | 95.500   | 282.000  | 33,9     | 6         | 5               | 1               | 15.916                |         | 2          | 10         | 10         |
| 1999 | 165.000  | 345.000  | 47,8     | 11        | 8               | 3               | 15.000                |         | 4          | 17         | 11         |
| 2000 | 150.000  | 450.000  | 33,3     | 11        | 8               | 3               | 13.636                |         | 3          | 16         | 11         |
| 2001 | 150.000  | 450.000  | 33,3     | 8         | 5               | 3               | 18.750                |         | 3          | 20         | 21         |
| 2002 | 150.000  | 500.000  | 30,0     | 9         | 6               | 3               | 16.666                |         | 4          | 25         | 11         |
| 2003 | 200.000  | 500.000  | 40,0     | 12        | 9               | 3               | 16.666                |         | 4          | 29         | 11         |
| 2004 | 150.000  | 500.000  | 30,0     | 13        | 10              | 3               | 11.538                |         | 4          | 27         | 22         |
| 2011 | 480.000  | 899.000  | 53,4     | 14        | 11              | 3               | 34.285                |         | 15         | 28         | 13         |